# Bram Eldering

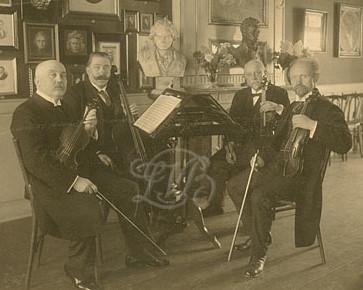
Het Bram Eldering-kwartet rond 1905

Abraham (Bram) Eldering (Groningen, 8 juli 1865 – Keulen, 17 juni 1943) was een Nederlands violist, die voor langere tijd in Duitsland werkte.
Hij was zoon van hoofdonderwijzer Petrus Eldering en Petronella Everdina Veenhuizen. Bram huwde in 1898 met de Appingedamse Berrendina Knaap, dochter van een landmeter. Brams zuster Helena Alida Eldering huwde in 1886 met de cellist/componist Cornelis Joseph Liegeois. Brams zoon Bram Eldering werd gynaecoloog. Bram Eldering senior kwam om tijdens een bombardement in de Tweede Wereldoorlog.
Hij kreeg zijn muziekopleiding eerst van de Groninger violist Christiaan Poortman en later van Jenö Hubay aan het Koninklijk Conservatorium Brussel. Hij volgde zijn leermeester op als docent aan het Franz Liszt Muziekacademie in Boedapest. Hij maakte toen ook deel uit van het strijkkwartet rond Hubay, waar ook Victor von Herzfeld en David Popper in speelden. In 1888 trok Eldering naar Berlijn om er in de leer te gaan bij Joseph Joachim.
In 1893 werd het concertmeester in het Berliner Philharmoniker onder leiding van Hans von Bülow. Toen Bülow in 1894 overleed vertrok Eldering naar de Meiniger Hofkapelle, alwaar hij tot 1899 verbleef. In 1896 speelde hij op verzoek van de industriëlen Weyermann gedurende de Pinksterdagen in Schloss Hagerhof bij Bad Honnef mee tijdens een kamermuziekconcert waarbij Robert Schumanns Strijkkwartet in A majeur en Johannes Brahms’ Pianokwintet in f mineur werden uitgevoerd; Brahms zat bij dat laatste werk zelf achter de piano.
Van 1899 tot 1903 was hij docent aan het Amsterdams Conservatorium, een baan die hij in 1903 inruilde voor het hoogleraarschap aan de Rheinische Musikschule. Hij werd er voorts eerste violist in het strijkkwartet opgericht door Gustav Hollaender (Gürzenich-kwartet) met Carl Körner, Joseph Schwartz en Friederich Grützmacher jr. Het strijkkwartet kreeg toen een nieuwe naam: Bram Eldering-kwartet. Samen met Carl Flesch was hij een van de toonaangevende vioolpedagogen van zijn tijd. Onder zijn leerlingen bevinden zich Ernst Lothar von Knorr, Adolf Busch, Hans Ludwig Schilling, Max Strub, Siegfried Borries, Hans Raderschatt, Quirin Rische, Wilhelm Stross, Jonny Heykens en Maurits van den Berg.
Van 1900 tot 1910 stond hij negen keer in het Concertgebouw en liet zich begeleiden in diverse vioolconcerten door het Concertgebouworkest onder leiding van Willem Mengelberg, Julius Röntgen (in diens vioolconcert in fis mineur) en Felix Weingartner. Hij was rondom het huwelijk van André Spoor in 1901 even plaatsvervangend eerste concertmeester bij dat orkest. In 1912 stond hij samen met zijn zwager Cornelis Liegeois op het podium van de Harmonie onder Kor Kuiler om het vijftig jarig bestaan te vieren met een uitvoering van het Dubbelconcert voor viool en cello van Brahms. In 1942 zat hij samen met Willem Andriessen en Henk Badings in de examencommissie aan het Amsterdams Conservatorium alwaar Dick de Reus afstudeerde (violist en concertmeester van diverse Nederlandse orkesten).
- Gemeinsame Normdatei: 137318073
- International Standard Name Identifier: 0000 0000 5585 1831
- Library of Congress Control Number: no2017082611
- MusicBrainz: a0778f8c-4a21-4bb1-aa37-22a3136e828b
- Nationale Bibliotheek van Tsjechië: mzk2015876077
- Nederlandse Thesaurus van Auteursnamen: 30476602X
- Virtual International Authority File: 81525237
- WorldCat: E39PBJpJhkVWhmdBGd8DKpRBT3